# 玄場公規
玄場 公規（げんば きみのり、1967年 - ）は日本の学者・研究者。専門分野は経営戦略、イノベーション戦略、科学技術政策（新規事業創出戦略、サービスイノベーション、デザイン・ブランド戦略）、技術経営、Technology Management、Innovation Study。現在は特に、オープンイノベーション、サービスイノベーション、戦略的事業継承・ファミリービジネス、環境経営に関して研究。経営大学院（専門職大学院）・法政大学大学院イノベーション・マネジメント研究科 教授。博士（学術）（東京大学）。
特に近年では、外部の専門家の方々との積極的な連携によりAIを活用したイノベーション、医療福祉分野のデータ（RWD：リアルワールドデータ）に基づく新製品開発・新規事業展開の戦略に関して研究を行っている。
同大学院で不定期でMBA『新規事業創出ワークショップ』、ファミリービジネス『事業継承セミナー』、『健康経営セミナー』、『AI活用セミナー』などを主催している。

## 略歴
東京大学大学院工学系研究科修士課程修了後、三和総合研究所勤務。2001年から東京大学工学系研究科アクセンチュア寄附講座助教授、独立行政法人経済産業研究所ファカルティフェロー、スタンフォード大学客員研究員、などを経て現職。

## 学歴
- 1990年 東京大学工学部卒業
- 1992年 東京大学大学院工学系研究科修士課程修了（工学修士）
- 1999年 東京大学大学院工学系研究科博士課程修了（学術博士）

## 経歴
- 1992年 株式会社 三和総合研究所入社
- 1999年 東京大学大学院工学系研究科・先端経済工学研究センター 助手
- 2001年 東京大学大学院工学系研究科アクセンチュア寄付講座 助教授
- 2004年 芝浦工業大学大学院工学マネジメント研究科 助教授
- 2006年 立命館大学大学院テクノロジー・マネジメント研究科 教授[3]
- 2009年 スタンフォード大学アジアパシフィックリサーチセンター(en:Asia–Pacific Research Center) 客員研究員
- 2015年 法政大学大学院イノベーション・マネジメント研究科 教授[4]（現職）
- 2016年 大阪大学大学院工学研究科 招へい教授[5]（現職）
- 2017年 一般社団法人 創業経営学湘南研究所 理事長（現職）

## 受賞歴
- 1999年 財団法人自動車走行電子技術協会20周年記念懸賞論文優秀賞
- 2001年 社団法人科学技術と経済の会 研究特別賞
- 2012年 ファミリービジネス学会 学会賞
- 2017年 日本知財学会 優秀論文章

## 著書

### 編著
- 『ファミリービジネスのイノベーション = The Innovation of Family Business』 白桃書房(2018/5/11)

### 単著
- 『理系のための企業戦略論』 日経BP社(2004/9/16)
- 『イノベーションと研究開発の戦略』 芙蓉書房(2010/9/1)
- 『イノベーション戦略入門: 新規事業創出プロセスとマネジメント』 Kindle版のみ (2018/12/30)

### 共著
- 『新規事業創出戦略―「産業創出・技術進化サイクル論」による事例分析』 生産性出版(2000/12月) 児玉 文雄 (著), 玄場 公規 (著), 科学技術と経済の会 (監修)
- 『製品アーキテクチャの進化論―システム複雑性と分断による学習』 白桃書房(2002/6月) 柴田 友厚 (著), 児玉 文雄 (著), 玄場 公規 (著)
- 『ペイオフ対策のための金融機関評価と選択―預金保護対策の基本と実践』 生産性出版(2004/3月) 杉山 敏啓 (著), 玄場 公規 (著)
- 『環境地球マネジメント入門―地球環境問題におけるモデリングとマネジメント』 白桃書房(2005/9月) 松村 寛一郎 (著), 玄場 公規 (著)
- 『環境経営のイノベーション』 生産性出版(2006/9月) 天野 明弘 (著), 松村 寛一郎 (著), 國部 克彦 (著), 玄場 公規 (著)
- 『大阪・八尾発 50年後も輝く中小企業―事例に学ぶ事業継続力』 日刊工業新聞社(2008/11月) 玄場 公規 (著), 石田 修一 (著)
- 『ビジネス統計 統計基礎とエクセル分析(ビジネス統計スペシャリスト・エクセル分析スペシャリスト対応)』 オデッセイコミュニケーションズ(2015/5/25) 後藤 正幸 (著), 辻本将晴 (著), 玄場公規 (著)
- 『Excelで学ぶビジネスデータ分析の基礎 ビジネス統計スペシャリスト・エクセル分析ベーシック対応』 オデッセイコミュニケーションズ(2016/9/2) 玄場 公規 (著), 湊 宣明 (著), 豊田 裕貴 (著)
- 『後継者・右腕経営者のための事業承継7つのステップ』同友館(2019/4/3) 玄場 公則 (著),  内田 聡 (著),  栗原 浩一 (著),  山田 直樹 (著)
- 『経営戦略としての「健康経営」 従業員の健康は企業の収益向上につながる！』合同フォレスト(2019/10/30) 新井卓二(著/文 | 編集), 玄場公規(著/文 | 編集), 佐藤光弘(著/文), 川村由起子(著/文), 杉岡孝祐(著/文), 浅野健一郎(著/文)

## 論文
- <玄場公規
- Competitive strategy of family businesses through CSV – case study of a family business in Mie Prefecture, Japan,Keiko Nishioka, Kiminori Gemba, Keisuke Uenishi, Atsuko Kaga, International Journal of Business and Systems Research, Volume 12, Issue 2, Pages 226–241.
- Implicit patent alliance acquiring the appropriability of innovation, Yoshimasa Goto, Kiminori Gemba, International Journal of Technology Management, Volume 71, Issue 3-4, pages 186–211.

## 所属学会・団体
- ビジネスモデル学会、研究技術計画学会、組織学会
- ビジネスモデル学会論文理事(1) , 研究技術計画学会編集委員(2) , 日本知財学会デザイン・ブランド戦略分科会幹事(1)